# Cyornis poliogenys
Cyornis poliogenys là một loài chim trong họ Muscicapidae.